# Euophrys gambosa
Euophrys gambosa es una especie de araña saltarina del género Euophrys, familia Salticidae. Fue descrita científicamente por Simon en 1868.
Habita en el Mediterráneo.